# 丝指鳒鲆
丝指鳒鲆（学名：Psettina filimana）为輻鰭魚綱鰈形目鰈亞目鲆科鳒鲆属的鱼类，是中国的特有物种。分布于南海北部到黄海南部等，属于亞熱帶浅海底层鱼，體長可達9.5公分，棲息在底層水域，生活習性不明。该物种的模式产地在广东珠江口南、崖县。
2022年，中国研究人员通过分析认为本种实际上应该是土佐鳒鲆（Psettina tosana）的次同物异名。